# Škoda 1200
Der Škoda 1200 (Typ 955) ist ein Mittelklassewagen von AZNP, der 1952 erschien. Er war der erste Škoda mit Ganzstahlkarosserie und Pontonform. Der Zentralrohrrahmen war im Wesentlichen vom Vorgänger Škoda 1101 Tudor übernommen.
Die Fahrzeuge hatten einen wassergekühlten Vierzylinder-Reihenmotor mit 1221 cm³ Hubraum, seitlicher Nockenwelle, hängenden Ventilen und einer Leistung von 36 PS (26,5 kW) bei einer Drehzahl von 4000/min. Er war mit einem Vergaser von Typ „Solex 26 UAHD“ oder „Jikov 26 UAHD“ bestückt. Der 3. und 4. Gang des an den Motor angeflanschten Getriebes waren synchronisiert. Über eine Kardanwelle wurde die Motorkraft an die Hinterräder weitergeleitet. Alle Räder waren einzeln aufgehängt, die Vorderen an einer Querblattfeder unten und Dreieckslenkern oben, die Hinteren an Pendelhalbachsen mit einer Querblattfeder. Die Lenkung arbeitet mit Gewindespindel und Lenkmutter, die Bremsen sind hydraulisch betätigte Trommelbremsen an allen Rädern. Der 1050 bis 1220 kg schwere Wagen erreichte eine Höchstgeschwindigkeit von 90 bis 105 km/h.
Das Fahrzeug wurde als viertürige Limousine, Kombi, Krankenwagen sowie als zweitüriger Lieferwagen produziert. Ein Cabriolet wurde ebenfalls entwickelt, aber nicht in Serie gebaut. Zusammen mit seinem Nachfolger wurden in den Werken Mladá Boleslav, Kvasiny und Vrchlabí 67.070 Exemplare hergestellt, davon 26.956 an Stufenheckfahrzeugen (Sedan). Laut anderer Quelle wurden insgesamt 33.599 Fahrzeuge gebaut. Einige Einheiten wurden auch in Brasilien montiert.
1954 gab es aufgrund der gesammelten Erfahrungen im Motorsport einige technische Verbesserungen in der Serienfertigung. Die Produktion dieses Fahrzeugs lief 1956 aus. Bereits zwei Jahre zuvor erschien das Nachfolgemodell Škoda 1201.